# William Heinesen

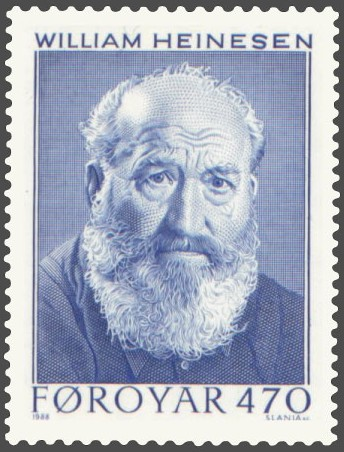
William Heinesen. Weltweit bekanntester Schriftsteller der Färöer. Briefmarke von 1988

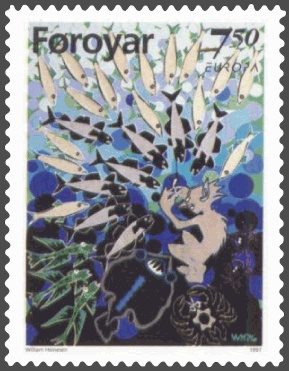
Der kleine Meermann

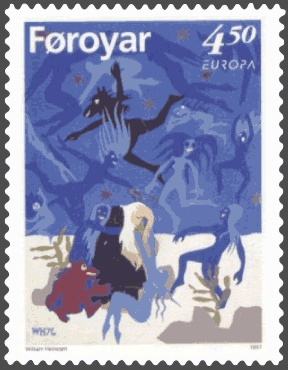
Die Versuchung des Hl. Antonius

William Heinesen (* 15. Januar 1900 in Tórshavn; † 12. März 1991 ebenda) war der bedeutendste Dichter der Färöer. Darüber hinaus war er als bildender Künstler und Komponist bekannt.

## Leben
William Heinesens Vater, der Reeder und Kaufmann Zacharias Heinesen, wurde in dem färöischen Ort Bøur auf der Insel Vágar geboren. Die Mutter Caroline Restorff war Tórshavnerin mit dänischen Wurzeln: Ihr Großvater M. C. Restorff hatte sich 1848 auf den Färöern niedergelassen und begründete das gleichnamige Handelsunternehmen, ihre Mutter stammte aus Kopenhagen. Die Familiensprache war Dänisch. Als Sechzehnjähriger kam Heinesen auf die Handelsschule in Kopenhagen, um eine kaufmännische Ausbildung zu durchlaufen – „stattdessen wurde er Dichter“. Besonders bedeutsam war die Begegnung mit dem dänischen Autor Otto Gelsted. Bis Anfang der 1930er Jahre lebte Heinesen teils in Dänemark, teils auf den Färöern. 1932 kehrte er dauerhaft auf die Färöer zurück, heiratete Elise Susanne Johansen (1907–2002) und trat in das Unternehmen seines Vaters ein, das er nach dem Tod des Vaters 1944 bis 1954 weiterführte.
Das literarische Werk Heinesens ist in Dänisch verfasst. „Kopenhagen und die dänische Sprache sind für Heinesen das Tor zur Welt“. Dennoch gilt er unzweifelhaft als eine der führenden Persönlichkeiten der färöischen Nationalbewegung in ihrer kulturellen Dimension. Seine Bücher wurden in viele Sprachen übersetzt, das Werk umfasst sieben Gedichtsammlungen, sieben Romane und sieben Novellensammlungen.
Sein erster Roman Blæsende Gry erschien 1934, sein zweiter Noatun (1938) erschien 1939 in deutscher Übersetzung.
1965 erhielt Heinesen als erster Färinger den Literaturpreis des Nordischen Rates für Det gode håb. Er ist neben Rói Patursson der einzige Färinger, der diese Auszeichnung erhalten hat. 1980 wurde der Schriftsteller für sein Werk Her skal danses mit dem dänischen Kritikerpreis geehrt.
In der bildenden Kunst entwickelte er im hohen Alter eine Perfektion im Scherenschnitt. 2018 erschien ein umfassender Katalog über sein künstlerisches Werk.

## Der bildende Künstler Heinesen
Seine Bilderwelt ist ein Ausläufer seiner phantasievollen Geschichten, deren Motive vorzugsweise aus der Welt der Sagen, Abenteuer und Mythologie stammen, außerdem aus dem seinerzeit verschwundenen Garten von Eden. Die Inspirationen gründen sich auf Naturgefühl, überlegene Heiterkeit, Satire, robuste und ausgelassene Lebensfreude und einen ausgesprochenen Sinn für das Ornamentale und Dekorative.
In einem Geist, den man mit Bauer und Arosenius in Schweden - Kittelsen und Werenskiold in Norwegen vergleichen kann, führte William Heinesen eine Reihe Buchillustrationen aus, mit Themen aus der Welt der Sagen und Abenteuer.
In der Pastellmalerei schuf er nach dem Krieg und in den 1950er Jahren eine eigentümliche, zauberhafte beseelte Stimmung. Themen aus der unterirdischen Welt und Leben werden mehrdeutig und gleiten unmerkbar über in Satiren – die Züge von Politikern, Geschäftsleuten und heuchlerischen Verführern werden in liebenswürdigen Gnom-Physiognomien karikiert. In Zeichnungen von Männern und Frauen aus der Tórshavner Vergangenheit, kommt ein überschwänglicher Humor und ein ausgesprochener Sinn für die organische Arabeske des Striches zum Vorschein.
Die großen Wanddekorationen in der Aula der Tórshavner Volksschule mit Motiven der Sigurdlieder markieren einen Durchbruch zu dem dekorativen arkadischen Universum, dem er seine letzten Jahre widmete. Dichtungen standen immer in erster Reihe und ließen eine ausgesprochene zusammenhängende bildkünstlerische Entwicklung nicht zu, bevor William Heinesen Mitte der 1970er Jahre sich Papierkollagen widmete, mit denen er sich intensiv 10 Jahre lang beschäftigte. Die Jahre 1976–78 sind besonders produktiv. In diesen bahnbrechenden Collagen findet die dekorative Phantasie ständig neue Wege.
Heinesens üppiges, barockes Bilderuniversum hat die färöische Bildkunst mit einer markanten Dimension bereichert. Seine Produktion auf diesem Gebiet ist umfassend und imponierend – Wanddekorationen, eine Anzahl von 100 Bucheinbänden für den Verlag Bókagarður, Buchillustrationen, Plakate, Blattzeichnungen, Plattencovers usw.
Außerdem hat er als Organisator und Inspirator, Kunstkritiker und Ankündiger eine große Rolle in der Entwicklung der neuen Bildkunst auf den Färöern gespielt. Zum Beispiel organisierte er 1927 die erste Kunstausstellung zusammen mit Mikines.

## Auszeichnungen
- 1952 Literaturpreis Drachmannlegatet
- 1960 Holberg-medaljen
- 1961 Ernennung zum Mitglied der Dänischen Akademie[6]
- 1965 Literaturpreis des Nordischen Rates (zusammen mit Olof Lagercrantz)[7]
- 1975 Färöischer Literaturpreis (Mentanarvirðisløn M. A. Jacobsens)
- 1980 Ehrenbürger von Tórshavn
- 27. Februar 1981 von Königin Margrethe II. von Dänemark mit der dänischen Verdienstmedaille Ingenio et arti ausgezeichnet.[8]
- 1984 Kinderbuchpreis des Tórshavner Gemeinderats (Barnamentanarheiðursløn Tórshavnar býráðs)
- 1987 Nordischer Preis der Schwedischen Akademie